# Giuliana di Cornillon
Giuliana di Cornillon, chiamata anche Giuliana di Liegi (Fléron, 1192 circa – Fosses-la-Ville, 5 aprile 1258), è stata una mistica belga.
Il suo nome è legato all'istituzione della solennità del Corpus Domini.

## Biografia
La maggior parte delle informazioni riguardanti la sua vita proviene da una biografia scritta da un monaco vissuto nel XIII secolo, che tuttavia non conobbe personalmente Giuliana, ma si basò sulle testimonianze delle consorelle e dei contemporanei della santa.
Giuliana nacque a Retinne, nei pressi di Fléron, in Belgio, tra il 1191 ed il 1192.
Rimasta orfana a cinque anni, fu affidata alle monache agostiniane del convento-lebbrosario di Mont-Cornillon. Una delle monache, suor Sapienza, si occupò in particolar modo della sua educazione e della sua maturazione spirituale. Sin da ragazza si distinse per la sua vasta cultura e per la sua conoscenza dei testi patristici (leggeva soprattutto le opere di sant'Agostino e di san Bernardo).
All'età di sedici anni (1207-1208), quando già aveva assunto l'abito religioso ed era entrata a far parte dell'ordine delle monache agostiniane, le sarebbe apparsa in visione la Chiesa, con le sembianze di una luna piena, ma con una striscia scura che l'attraversava, ad indicare la mancanza di una festività.
Nel 1208 ebbe un'altra visione, ma questa volta le sarebbe apparso Cristo stesso, che le chiese di adoperarsi affinché venisse istituita la festa del Santissimo Sacramento, per ravvivare la fede dei fedeli e per espiare i peccati commessi contro il Sacramento dell'Eucaristia. 
Per numerosi anni non parlò a nessuno di queste rivelazioni finché, dopo essere divenuta priora del monastero nel 1222, si confidò con altre due religiose, anch'esse ferventi adoratrici dell'Eucaristia. Tempo dopo, chiese a Giovanni di Losanna, sacerdote di Liegi, di interrogare i maggiori teologi ed ecclesiastici del tempo per chiedere l'istituzione della festa. Scrisse anche una petizione al domenicano Ugo di San Caro, all'arcidiacono di Liegi, Jacques Pantaléon (futuro Urbano IV) e a Roberto di Thourotte, vescovo di Liegi. Furono proprio l'iniziativa e le insistenti richieste della monaca a far sì che, dopo alcune esitazioni, nel 1246 Roberto de Thourotte convocasse un sinodo ed ordinasse, a partire dall'anno successivo, la celebrazione della festa del Corpus Domini nella sua diocesi. All'epoca i vescovi avevano infatti la facoltà di istituire festività all'interno delle proprie diocesi.
Per l'opposizione che dovette subire da parte di alcuni ecclesiastici e del suo stesso monastero, causate dalla severa disciplina che aveva instaurato a Mont-Cornillon, nel 1248 Giuliana lasciò il cenobio e passò gli anni successivi in vari monasteri cistercensi, continuando a diffondere il culto per il Santissimo Sacramento.
Morì il 5 aprile 1258 a Fosses-la-Ville; la Vita tramandataci dal monaco racconta che morì contemplando ancora una volta l'Eucaristia.

## IlCorpus Domini
Eletto papa col nome di Urbano IV, nel 1264 Jacques Pantaléon, da Orvieto - ove risiedeva con la propria corte - emanò la bolla Transiturus de hoc mundo, con la quale estese la celebrazione della festa a tutta la Chiesa universale, fissandone la data al giovedì dopo la Pentecoste. Il Pontefice chiese inoltre a Tommaso d'Aquino, anch'egli in Orvieto presso il convento di San Domenico (il primo ad essere dedicato al santo spagnolo dopo l'elevazione agli altari) nel cui Studium insegnava teologia, di comporre i testi dell'ufficio liturgico della nuova festività.